# مستشفى جهينة المركزي
مستشفى جهينة المركزي هي مستشفي في جهينة، سوهاج، مصر.

## الوصف
المستشفي تقع على مساحة 7500 متر مربع، المستشفى تضم «85 سرير إقامة مرضى، و 12 سرير للعناية المركزة، بالإضافة إلى 4 غرف عمليات+ غرفة لعمليات القيصري، فضلا عن 41 حضانة للأطفال المبتسرين، و38 كرسي للغسيل الكلوي».
تتكون المستشفي من بدروم ودور أرضي و4 طوابق وتشمل:
- البدروم يحتوي على «المطبخ، التعقيم المركزي، المغسلة، المشرحة، الغازات الطبية، تغيير ملابس العاملين».
- الدور الأرضي يحتوي على «قسم العيادات الخارجية، الغسيل الكلوي، المعامل، الأشعة، قسم الطوارئ، بنك الدم، صيدلية، غرفة إدارية، وغرفة خدمية».
- الدور الأول يحتوي علي «العناية المركزة الجراحي والطبي، قسم العمليات، غرفة إقامة المرضى، غرفة خدمية».
- الدور الثاني يحتوي علي «قسم الحضانات والمبتسرين، قسم النساء والولادة، غرفة إقامة المرضى، غرفة خدمية».
- الدور الثالث يحتوي على " قسم العلاج الطبيعي، المناظير" غرفة إقامة المرضى، وغرفة خدمية ".
- الدور الرابع يحتوي علي «غرف سكن الأطباء والممرضات، وقاعات متعددة الأغراض، وغرف خدمية».